# Cicurina nervifera
Espèce
Cicurina nervifera est une espèce d'araignées aranéomorphes de la famille des Cicurinidae.

## Distribution
Cette espèce est endémique du Hunan en Chine,. Elle se rencontre dans le xian de Dao.

## Description
Le mâle holotype mesure 2,60 mm.

## Systématique et taxinomie
Cette espèce a été décrite par Yin en 2012.

## Publication originale
- Yin, Peng, Yan, Bao, Xu, Tang, Zhou & Liu, 2012 : Fauna Hunan: Araneae in Hunan, China. Hunan Science and Technology Press, Changsha, p. 1-1590.